# Дженна Фішер
Реджина Мері «Дженна» Фішер  (англ. Regina Marie «Jenna» Fischer; нар. 7 березня 1974, Форт-Вейн, Індіана, США) — американська актриса кіно і телебачення, продюсерка. Найбільш відома за роллю Пем Бізлі у серіалі «Офіс», який транслювався телеканалом NBC у 2005-2013 роках. За цю роль Фішер була номінована на Прайм-тайм премію «Еммі» в категорії «Найкраща акторка другого плану у комедійному телесеріалі» за 2007 рік. Також Дженна виступила продюсеркою завершального 9 сезону серіалу.
Крім роботи у серіалі «Офіс», Дженна Фішер знімалась у таких фільмах як «Найкращий працівник місяця» (2004), «Леза слави» (2007), «Сексоголік» (2009), «Безшлюбний тиждень» (2011), «Велетенська механічна людина» (2012, режисером цього фільму був її чоловік Лі Кірк), «Статус Бреда» (2017) та інші. Також Дженна отримала кілька головних ролей у серіалах «Ти, я і апокаліпсис» (2015) і «Розійтись разом» (2018–2019), але ці проєкти не стали дуже успішними й були скасовані після 1-го та 2-го сезону відповідно.
Свої першу книгу «Акторське життя: Посібник з виживання» (The Actor's Life: A Survival Guide) опублікувала у листопаді 2017 року, передмову до якої написав Стів Карелл.

## Біографія

### Ранні роки життя
Фішер народилась у Форт-Вейні, штату Індіана, а зростала у Сент-Луїсі, Міссурі. Її мати, Анна Міллер, була вчителькою історії. Батько, Джеймс Фішер, — інженер. Фішер має молодшу сестру, Емілі, яка працює вихователькою третього класу початкової школи.
Свою першу роль виконала у віці 6 років, коли взяла участь в акторському гуртку, який вела її мати працюючи у школі Сент-Луїса (Henry School in St. Louis). Цей гурток також відвідував актор Шон Ґанн, разом з яким і зростала Дженна Фішер. Спочатку Фішер навчалась у початковій школі Манчестера, Міссурі (Pierremont Elementary School), а потім у приватній католицькій школі для дівчат у Вебстер-Гроувс, Міссурі (Nerinx Hall High School). Здобула ступінь бакалавра мистецтв у театральній справі в університеті Керксвілла, Міссурі (Truman State University).

### Акторська кар’єра
Навчаючись в коледжі (Truman State University), Фішер виступала у театральній трупі (Murder Mystery Dinner Theatre), що гастролювала по різних їдальнях, барах та ресторанах. Після переїзду до Лос-Анджелеса у 1998 році, Дженна почала виступати з комедіями дель арте у театрі (Zoo District Theatre), де і була помічена букінг-агентом з пошуку молодих талановитих акторів, під час музичної театральної вистави по адаптації фільму «Носферату. Симфонія жаху» (1922). В результаті з цим агентом був підписаний контракт і розпочались спроби залучити Фішер у кіно та на телебаченні. Упродовж подальших трьох років Дженна Фішер майже безрезультатно намагалась здобути бодай якісь ролі. Одним з перших «фільмів» за які вона отримала гонорар став посібник по статевому вихованню для пацієнтів з психіатричними захворюваннями, які випускались після курсу лікування з медичного центру Ronald Reagan UCLA Medical Center. У 2001 році Фішер, все ж таки, отримує свою першу роль з реплікою на телебаченні. Їй дісталась епізодична роль офіціантки у телевізійному ситкомі «Кручене місто». Після цього Дженна продовжує грати невеличкі епізодичні ролі у різноманітних фільмах та серіалах, серед яких «Те, що мені в тобі подобається» (2002), «Мелвін йде на вечерю» (2003), «Найкращий працівник місяця» (2004), «Льодяники кохання» (2004), «Мертва справа» (2004), «Клієнт завжди мертвий» (2005).

#### «Офіс»

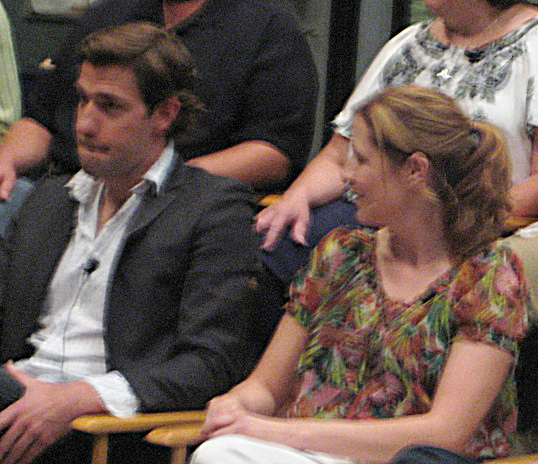
Джон Кразінські та Дженна Фішер, на зйомках серіалу «Офіс», 2009 рік

У 2005 році відбувається доленосний кастинг на роль секретарки Пем Бізлі у ситкомі «Офіс», за адаптацією однойменного британського серіалу телеканала BBC, який несподівано стане хітом і забезпечить Дженні Фішер успіх, широку впізнаваність та популярність. Фішер пригадує, що перед прослуховуванням, кастинг-директорка Елісон Джонс жартома попередила її «Тільки наважся мене знудити». А оскільки Дженна провела кілька років працюючи секретаркою та ресепшионісткою у Лос-Анджелесі, поки шукала для себе ролі у кіно, то з легкістю зіграла роль секретарки Пем.
Після прем’єри першого сезону серіалу «Офіс», Фішер повністю сконцентрувалась на роботі над цим проєктом та його подальшим успіхом. У травні 2005 року в інтерв’ю своїй колишній університетській газеті вона сказала «Чесно кажучи, я б була дуже задоволена, якби у мене була можливість грати Пем, довгі, довгі роки... У мене відсутнє прагнення стати топовою кінозіркою. Я б залюбки стала часткою вдалого довготривалого телевізійного шоу. Де б грала визначальну роль». За роль Пем Бізлі, Фішер отримала номінацію на Прайм-тайм премію «Еммі» в категорії «Найкраща акторка другого плану у комедійному телесеріалі» за 2007 рік. З плином часу Дженна Фішер залишалась незмінною у своєму ставленні до проєкту. «Я так прив’язана до Пем та її історії» сказала вона NPR у 2009 році. «Я так люблю грати цього персонажа, дуже, дуже сильно». «Офіс» став справжнім культовим серіалом і здобув світову популярність, разом з цим зміцніла і ствердилась кінокар’єра Фішер. Надалі вона брала участь у багатьох різноманітних фільмах.

### Особисте життя
Після переїзду Фішер до Лос-Анджелеса у 1998 році, друг її дитинства Шон Ґанн допоміг отримати невеличку роль у демонстраційному матеріалі, а також познайомив Дженну зі своїм братом, сценаристом Джеймсом Ґанном. Та роль зрештою допомогла Дженні знайти власного менеджера. Дженна Фішер і Джеймс Ґанн одружились 7 жовтня 2000 року. Подружжя анонсувало закінчення своїх відносин у вересні 2007 року, а офіційне розлучення відбулось у 2008. Джеймс і Дженна залишились друзями — так, пізніше у 2010 році, Фішер допомогла своєму партнеру по зйомках «Офісу» Рейну Вілсону з кастингом у фільм Джеймса Ґанна «Супер».
У червні 2009, Фішер повідомляє про своє заручення зі сценаристом Лі Кірком, вони одружились 3 липня 2010 року. В травні 2011 стало відомо про вагітність Дженни, її стан обіграли з вагітністю Пем в серіалі «Офіс» в 6-му сезоні. У вересні 2011 Фішер народила хлопчика. В травні 2014 народилась дочка.
Дженна підтримує рух з порятунку тварин, вона співпрацює з організаціями по захисту тварин Kitten Rescue та Rescue Rover. У 2008, 2009 та 2010 роках влаштовувала щорічний «Пухнастий Гала-Бал» (Fur Ball Gala) від організації Kitten Rescue, де проводила презентації фільмів про діяльність організації, організовувала благодійні аукціони та влаштовувала нагородження і відзнаку окремих представників клубу за їх значний внесок на підтримку тварин.

## Фільмографія
| Рік       |   | Українська назва                  | Оригінальна назва                             | Роль                    |
| --------- | - | --------------------------------- | --------------------------------------------- | ----------------------- |
| 1998      | ф | Канал 493                         | Channel 493                                   | Рейн                    |
| 1998      | ф | Вроджений чемпіон                 | Born Champion                                 | Венді Міллер            |
| 2000      | ф | Особливі                          | The Specials                                  | студентка               |
| 2001      | с | Кручене місто                     | Spin City                                     | офіціантка              |
| 2001      | с | Неоголошений                      | Undeclared                                    | Бетті                   |
| 2002      | ф | Поверхневий                       | Les superficiales                             | француженка             |
| 2002      | с | З центру                          | Off Centre                                    | Мелані                  |
| 2002      | с | Те, що мені в тобі подобається    | What I Like About You                         | Кім                     |
| 2003      | ф | Собачі хвости, Випуск 1           | Doggie Tails, Vol. 1: Lucky's First Sleepover | озвучка                 |
| 2003      | ф | Мелвін йде на вечерю              | Melvin Goes to Dinner                         | сестра                  |
| 2003      | с | Сильні ліки                       | Strong Medicine                               | Камілла Фріленд         |
| 2003      | с | Пані сваха                        | Miss Match                                    | Конні                   |
| 2004      | ф | Найкращий працівник місяця        | Employee of the Month                         | Віспер                  |
| 2004      | ф | Жінки                             | The Women                                     | Леслі                   |
| 2004      | ф | Льодяники кохання                 | LolliLove                                     | Дженна Ґанн             |
| 2004      | с | Мертва справа                     | Cold Case                                     | Дотті                   |
| 2005      | ф | Щаслива 13                        | Lucky 13                                      | студентка з сестринства |
| 2005      | с | Шоу 70-их                         | That '70s Show                                | Стейсі Вонамейкер       |
| 2005      | с | Клієнт завжди мертвий             | Six Feet Under                                | Шерон Кінні             |
| 2005—2013 | с | Офіс                              | The Office                                    | Пем Бізлі               |
| 2005      | ф | Сорокалітній незайманий           | The 40-Year-Old Virgin                        | жінка в клубі           |
| 2006      | ф | Слимак                            | Slither                                       | Шелбі                   |
| 2007      | ф | Леза слави                        | Blades of Glory                               | Кеті Ван Волденберг     |
| 2007      | ф | Брати Соломон                     | The Brothers Solomon                          | Мішель                  |
| 2007      | ф | Складний шлях: Історія Д’юї Кокса | Walk Hard: The Dewey Cox Story                | Дарлін Медісон          |
| 2008      | ф | Підвищення                        | The Promotion                                 | Джен Стаубер            |
| 2009      | ф | Сексоголік                        | Solitary Man                                  | Сьюзен                  |
| 2010      | ф | Невеличка допомога                | A Little Help                                 | Лора                    |
| 2011      | ф | Безшлюбний тиждень                | Hall Pass                                     | Меггі Міллс             |
| 2012      | ф | Велетенська механічна людина      | The Giant Mechanical Man                      | Дженіс                  |
| 2012      | с | Ден проти                         | Dan Vs.                                       | Амбер, озвучка          |
| 2013      | ф | Чи тут ти                         | Are You Here                                  | Еллі                    |
| 2014      | ф | Поцілуй мене                      | Kiss Me                                       | Віра                    |
| 2014      | с | Комедія Гуп! Гуп!                 | Comedy Bang! Bang!                            | у ролі самої себе       |
| 2015      | с | Читачі новин                      | Newsreaders                                   | Келлі Спірс             |
| 2015      | с | Ти, я і апокаліпсис               | You, Me and the Apocalypse                    | Ронда Макніл            |
| 2016      | с | Таємниці Лори                     | The Mysteries of Laura                        | Дженніфер Ламберт       |
| 2016      | с | Гріндер                           | The Grinder                                   | Келлі                   |
| 2016      | с | Історія напідпитку                | Drunk History                                 | Кетрін Райт             |
| 2017      | ф | Статус Бреда                      | Brad's Status                                 | Мелані Слоан            |
| 2017      | с | Книга відвідувачів                | The Guest Book                                | Лорі Геліфф             |
| 2018      | ф | Поїзд на Париж                    | The 15:17 to Paris                            | Гейді Скалатос          |
| 2018—2019 | с | Розійтись разом                   | Splitting Up Together                         | Ліна                    |
| 2024      | ф | Круті дівчата                     | Mean Girls                                    | Міс Герон               |